# U.S. Bancorp

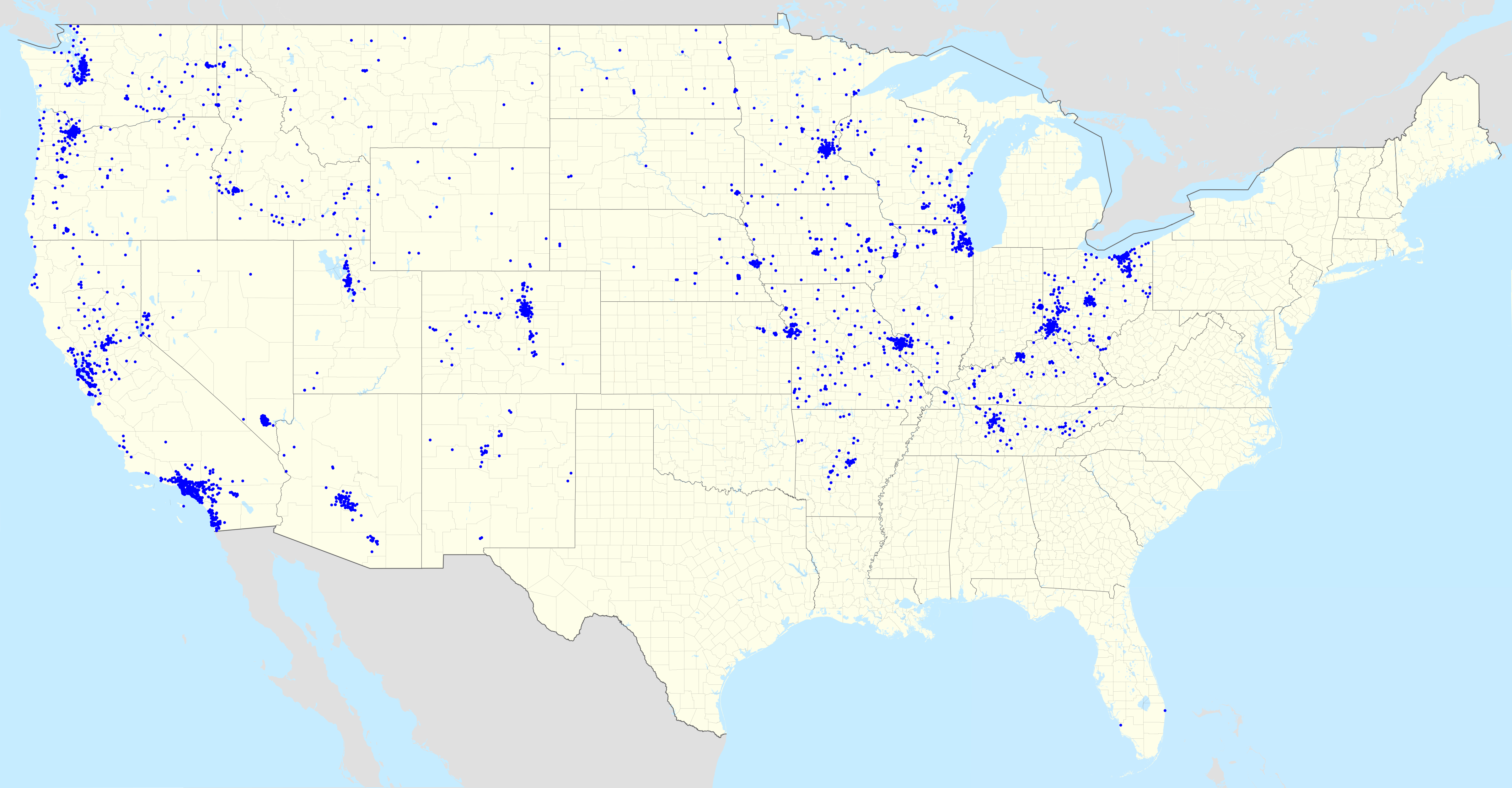
Carte des implantations de US Bancorp en 2013

U.S. Bancorp est en 2020 la 5e plus grande banque des États-Unis. Son siège est à Minneapolis dans le  Minnesota. Elle emploie plus de 65 000 personnes.

## Histoire
En 1997, First Bank System fusionne ou acquiert U.S. Bancorp pour l'équivalent en actions de 9 milliards de dollars. Le siège du nouvel ensemble qui prend le nom de US Bancorp, est placé à Minneapolis au Minnesota, siège de First Bank System. 4 000 suppressions d'emploi sont annoncés en lien avec la fusion, principalement situé à Portland, siège social de US Bancorp ,.
En 1999, Firstar acquiert Mercantile Bancorporation pour l'équivalent de 9 milliards de dollars, cette acquisition double sa taille. 5 mois après, Firstar acquiert ou fusionne avec le nouvel ensemble US Bancorp créé en 1997, pour l'équivalent en action de 21 milliards de dollars. Les actionnaires de Fistar détiendront 50,5 % du nouvel ensemble contre 49,5 % pour ceux de US Bancorp. Le nouvel ensemble prend de nouveau le nom de US Bancorp. Il possède 2 200 agences dans 24 États des États-Unis,.
En janvier 2014, U.S. Bancorp acquiert pour 315 millions de dollars, 94 agences, employant 900 personnes, de la marque de Charter One Bank à Chicago à Citizens Financial, filiale de RBS, doublant sa présence dans la ville,.
En novembre 2019, Sage Group annonce la vente de sa filiale de paiement Sage Pay pour 232 millions de livres, à Elavon une filiale de U.S. Bancorp.
En septembre 2021, U.S. Bancorp annonce l'acquisition d'Union Bank, filiale américaine de MUFG pour 8 milliards de dollars, en partie en actions.